# ロングリーチ駅
ロングリーチ駅（英語：Longreach railway station）はオーストラリア・クイーンズランド州のロングリーチにあるクイーンズランド鉄道セントラル・ウェスタン線の駅。

## 概要
2005年12月12日にクイーンズランド州遺産登録に登録された。

## 利用可能な鉄道路線／列車
クイーンズランド鉄道トラベルトレインの発車する列車は下記の通り。
ブリスベンとロングリーチ間の夜行長距離列車スピリット・オブ・ジ・アウトバック号 …ブリスベン方面 月・木 発車 